# Argoliska viken

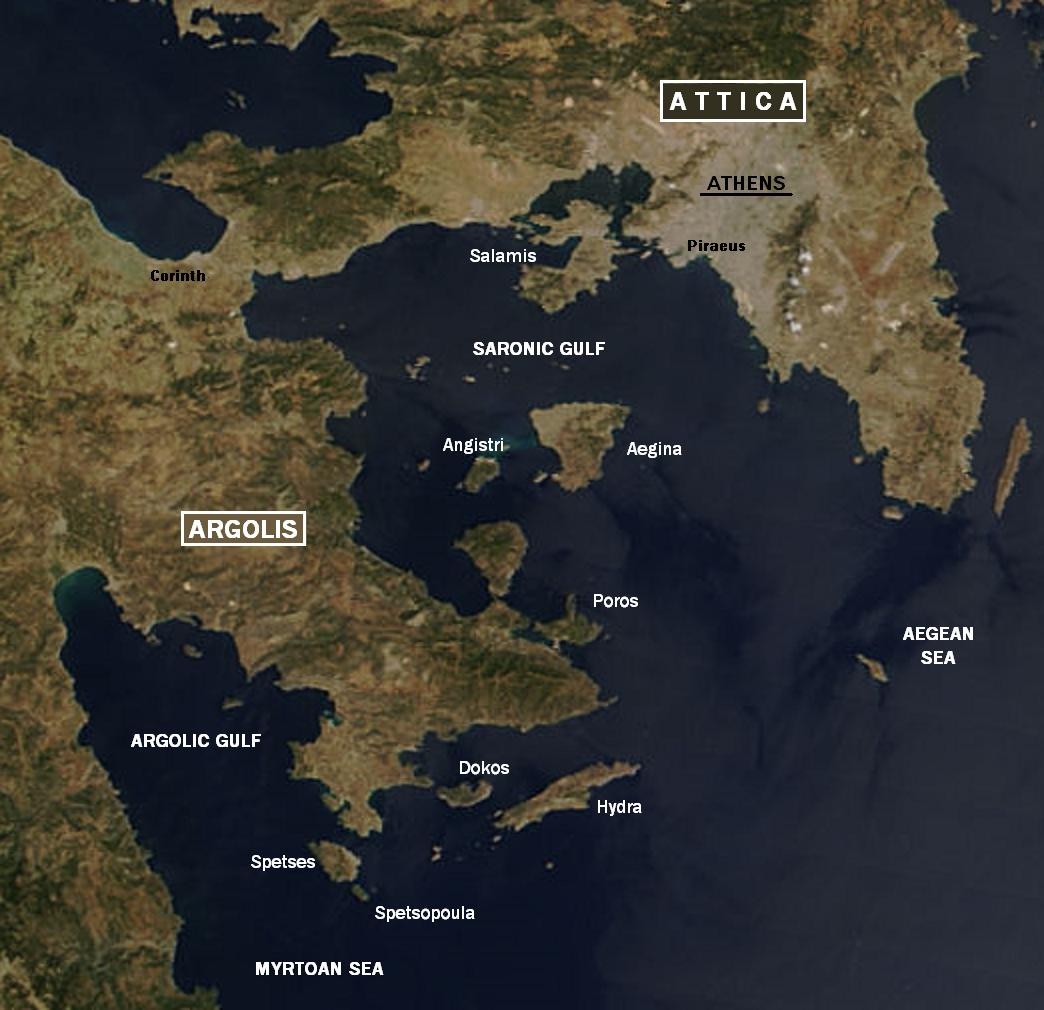
Karta över Argoliska viken med omnejd

Argoliska viken eller Nauplia-viken är den vik av Egeiska havet som skär in i Peloponnesos mellan Argolis på ena sidan och Arkadien och Lakonien på den andra. Den största ön i viken är Spetses.